# عبد القادر (زعيم باكستاني)
الشيخ عبد القادر (15 مارس 1874 - 9 فبراير 1950) هو محرر للصحف والمجلات وزعيم للمجتمع المسلم في الهند البريطانية. قاد المنظمة الإسلامية الشهيرة أنجمن حماية الإسلام، واستخدم منصبه كقائد لهذه المنظمة لتشكيل منظمات أخرى مؤيدة للتقسيم. كان ناشطًا مبكرًا في حركة باكستان. حصل على لقب فارس، وفي عام 1935 أصبح عضوًا في مجلس الحكم في الهند. توفي في 9 فبراير 1950 عن عمر يناهز 77 عامًا ودُفن في مقبرة مياني صاحب في لاهور.
كان نجله منصور قادر فقيهًا باكستانيًا بارزًا، ووزيراً لخارجية باكستان خلال حكم أيوب خان.